# Les Étapes du bonheur
Pour plus de détails, voir Fiche technique et Distribution.
Les Étapes du bonheur (titre original : The Rise of Jennie Cushing) est un film muet américain de Maurice Tourneur, sorti en 1917.

## Synopsis
Jennie Cushing, une fille des rues, doit se battre pour survivre. À cause de l'une de ces batailles, Jennie est traînée en justice et envoyée dans un centre d'éducation surveillée jusqu'à ses dix-huit ans. À sa sortie, Jennie se rend à la ville et apprend la coiffure, pour finalement devenir une femme de chambre diplômée. Au service de sa maîtresse, dont un artiste reconnu, Donelson Meigs, peint le portrait, Jennie tombe amoureuse du peintre. Il veut l'épouser, mais Jennie, de peur que sa propre réputation ruine la carrière de Meigs, refuse. Elle accepte de vivre avec lui, mais quand son passé est dévoilé, elle s'enfuit. Meigs la cherche pendant deux ans, et quand il finit par la retrouver, la redemande en mariage. Après avoir commencé par refuser, Jennie finit par accepter. 

## Fiche technique
- Titre original : The Rise of Jennie Cushing
- Titre français : Les Étapes du bonheur
- Réalisation : Maurice Tourneur
- Scénario : Charles Maigne, d'après le roman The Rise of Jennie Cushing de Mary S. Watts
- Effets scéniques : Ben Carré
- Photographie : John van den Broek
- Production : Adolph Zukor
- Société de production : Famous Players-Lasky Corporation
- Société de distribution : Artcraft Pictures Corporation
- Pays de production :  États-Unis
- Langue originale : anglais
- Format : noir et blanc — 35 mm — 1,37:1 — Muet
- Genre : drame
- Durée : 50 minutes
- Date de sortie :
  - États-Unis : 19 novembre 1917

## Distribution
- Elsie Ferguson : Jennie Cushing
- Elliott Dexter : Donelson Meigs
- Fania Marinoff : Marie
- Frank Goldsmith : M. Harrish
- Sallie Delatore : Edith Gerrard
- Mae Bates : la grand-mère
- Edith McAlpin : Mme Meigs
- Isabel Vernon : Tante Carrie